# Platensina nigrifacies
Platensina nigrifacies är en tvåvingeart som beskrevs av Wang 1996. Platensina nigrifacies ingår i släktet Platensina och familjen borrflugor. Inga underarter finns listade i Catalogue of Life.